# Albert Ambert
Pour les articles homonymes, voir Ambert (homonymie).
Pas d'image ? Cliquez ici

a Compétitions nationales et continentales officielles uniquement.

b Matchs officiels uniquement.
Albert Ambert, né le 15 mars 1902 à Béziers (France) et décédé le 21 juin 1988 à Bize-Minervois (France), est un joueur international français de rugby à XV évoluant aux postes de pilier ou talonneur.

## Biographie
Albert Ambert naît le 15 mars 1902 à Béziers dans le département français de l'Hérault. Il est viticulteur.
Il pratique le rugby à XV et est le capitaine du Stade toulousain où il occupe les postes de pilier et de talonneur. En tant que joueur du Stade toulousain, en début d'année 1930, il est sélectionné en équipe de France pour le Tournoi des Cinq Nations. Il dispute cinq matchs internationaux cette année-là.
Il joue également à l'AS Béziers durant sa carrière de joueur.
Albert Ambert meurt le 21 juin 1988 dans le département de l'Aude à Bize-Minervois. Dans cette commune, le stade porte son nom.